# Sasha Lane
Sasha Lane (Houston, 28 de setembro de 1995) é uma atriz norte-americana, conhecido por protagonizar o filme American Honey (2016), de Andrea Arnold.

## Filmografia

### Filme
| Ano  | Titulo                           | Papel      | Notas |
| ---- | -------------------------------- | ---------- | ----- |
| 2016 | American Honey                   | Star       |       |
| 2017 | Born in the Maelstrom            | Rebecca    |       |
| 2018 | The Miseducation of Cameron Post | Jane Fonda |       |
| 2018 | Hearts Beat Loud                 | Rose       |       |
| 2018 | Shrimp                           | Dominatrix |       |
| 2018 | After Everything                 | Lindsay    |       |
| 2019 | Daniel Isn't Real                | Cassie     |       |
| 2019 | Hellboy                          |            |       |

### Televisão
| Ano  | Titulo | Papel        | Notas              |
| ---- | ------ | ------------ | ------------------ |
| 2019 | Utopia | Jessica Hyde |                    |
| 2021 | Loki   | Hunter C-20  | Série em andamento |